# Palfuria helichrysorum
Palfuria helichrysorum là một loài nhện trong họ Zodariidae.
Loài này thuộc chi Palfuria. Palfuria helichrysorum được Szüts & Rudy Jocqué miêu tả năm 2001.